# Abdallah Nasib
Abdallah Nasib (en árabe: عبدالله نصيب‎; Aqaba, Jordania, 25 de febrero de 1994) es un futbolista de Jordania que juega en la posición de defensa central con el Al-Hussein Irbid de la Liga Premier de Jordania.

## Carrera

### Club
| Periodo   | Club             |
| --------- | ---------------- |
| 2016-2017 | That Ras Club    |
| 2017–2019 | Al-Ramtha SC     |
| 2019–2022 | Al-Wehdat SC     |
| 2022–2023 | Al Ittihad       |
| 2023–     | Al-Hussein Irbid |

### Selección nacional
Nasib debutó con Jordania en la derrota por 0-2 ante Haití en un partido amistoso el 4 de septiembre de 2021. Fue convocado para jugar la Copa Árabe de la FIFA 2021. Dos años después fue convocado para jugar la Copa Asiática 2023, donde ayudó a Jordania a llegar a la final y fue elegido en el equipo ideal del torneo.

## Logros

### Club
- Jordanian Pro League: 2020
- Jordan Super Cup: 2021

### Individual
- Equipo Ideal de la Copa Asiática: 2023[5]